# Yancowinnait
Yancowinnait ist ein sehr selten vorkommendes Mineral aus der Mineralklasse der „Phosphate, Arsenate und Vanadate“ mit der chemischen Zusammensetzung PbCuAl(AsO4)2(OH,H2O). Damit ist es chemisch gesehen ein wasserhaltiges Blei-Kupfer-Aluminium-Phosphat mit einem variablen Anteil an zusätzlichen Hydroxidionen.
Yancowinnait ist an seiner Typlokalität nahezu kryptokristallin und entwickelt tafelige Kristallite mit einer Größe von weniger als 10 μm, die bis zu 5 mm großen, rosettenförmigen Aggregaten zusammentreten und Überzüge auf Gartrellit bilden. Die Typlokalität des Minerals ist der Tagebau „Kintore Opencut“ bei Broken Hill im Yancowinna County, New South Wales, Australien, in dem seit den späten 1980er Jahren bis 1996 durch das Bergbauunternehmen „Normandy Mining“ und später durch „Newmont Mining“ Blei-Zink-Erze abgebaut worden sind.

## Etymologie und Geschichte
Im Jahre 1988 wurden auf Erzvorratshalden des Kintore Opencut im australischen Broken Hill mehrere Stufen mit verschiedenen Vertretern der Tsumcoritgruppe geborgen, wobei auf zwei dieser Stufen ein Mineral identifiziert wurde, welches sich als neu erwies. Nach intensiven Untersuchungen eines australischen Teams von Mineralogen und Kristallographen um Peter Elliott und Allan Pring wurde das neue Mineral der International Mineralogical Association (IMA) vorgelegt, die es im Juli 2010 als neues Mineral anerkannte. Die Erstbeschreibung als Yancowinnait erfolgte 2015 durch Elliott und Pring im australischen Wissenschaftsmagazin „Australian Journal of Mineralogy“. Die Autoren benannten das Mineral nach seinem Fundort im Yancowinna County, wobei der Terminus „Yancowinna“ wohl von einem lokalen Ausdruck der Aborigines stammt.
Das Typmaterial für Yancowinnait wird unter der Katalognummer G33029 in der Sammlung des South Australian Museum in Adelaide, South Australia in Australien, aufbewahrt.

## Klassifikation
Die aktuelle Klassifikation der International Mineralogical Association (IMA) zählt den Yancowinnait zur Tsumcoritgruppe mit der allgemeinen Formel Me(1)Me(2)2(XO4)2(OH,H2O)2, in der Me(1), Me(2) und X unterschiedliche Positionen in der Struktur der Minerale der Tsumcoritgruppe mit Me(1) = Pb2+, Ca2+, Na+, K+ und Bi3+; Me(2) = Fe3+, Mn3+, Cu2+, Zn2+, Co2+, Ni2+, Mg2+ und Al3+ und X = As5+, P5+, V5+ und S6+ repräsentieren. Zur Tsumcoritgruppe gehören neben Yancowinnait noch Cabalzarit, Cobaltlotharmeyerit, Cobalttsumcorit, Ferrilotharmeyerit, Gartrellit, Helmutwinklerit, Kaliochalcit, Krettnichit, Lotharmeyerit, Lukrahnit, Manganlotharmeyerit, Mawbyit, Mounanait, Natrochalcit, Nickellotharmeyerit, Nickelschneebergit, Nickeltsumcorit, Phosphogartrellit, Rappoldit, Schneebergit, Thometzekit, Tsumcorit und Zinkgartrellit.
In der veralteten 8. Auflage der Mineralsystematik nach Strunz war der Yancowinnait noch nicht aufgeführt.
In der zuletzt 2018 überarbeiteten Lapis-Systematik nach Stefan Weiß, die formal auf der alten Systematik von Karl Hugo Strunz in der 8. Auflage basiert, erhielt das Mineral die System- und Mineralnummer VII/C.31-085. Dies entspricht der Klasse der „Phosphate, Arsenate und Vanadate“ und dort der Abteilung „Wasserhaltige Phosphate, ohne fremde Anionen“, wo Yancowinnait zusammen mit Cabalzarit, Cobaltlotharmeyerit, Cobalttsumcorit, Ferrilotharmeyerit, Gartrellit, Helmutwinklerit, Krettnichit, Lotharmeyerit, Lukrahnit, Manganlotharmeyerit, Mawbyit, Mounanait, Nickellotharmeyerit, Nickelschneebergit, Nickeltsumcorit, Phosphogartrellit, Rappoldit, Schneebergit, Thometzekit, Tsumcorit und Zinkgartrellit die „Tsumcorit-Gartrellit-Gruppe“ mit der Systemnummer VII/C.31 bildet.
In der seit 2001 gültigen und von der IMA bis 2009 aktualisierten 9. Auflage der Strunz’schen Mineralsystematik hat der Yancowinnait keinen Eintrag.
In der vorwiegend im englischen Sprachraum gebräuchlichen Systematik der Minerale nach Dana ist der Yancowinnait nicht gelistet.

## Chemismus
Dreiundzwanzig Mikrosondenanalysen an Gartrellit ergaben Mittelwerte von 36,43 % PbO; 4,08 % Fe2O3; 5,14 % Al2O3; 0,74 % ZnO; 12,98 % CuO; 36,25 % As2O5 sowie 4,38 % H2O (berechneter Gehalt). Aus ihnen errechnet sich auf der Basis von 10 Sauerstoffatomen die empirische Formel Pb1,02Al0,63Fe3+0,32Cu1,02Zn0,06(AsO4)1,98(OH)1,11(H2O)0,97, welche zu PbCuAl3+(AsO4)2(OH,H2O)2 idealisiert wurde. Diese erfordert Gehalte von 36,56 % PbO, 8,35 % Al2O3, 13,03 % CuO, 37,64 % As2O5 und 4,43 % H2O.
Yancowinnait ist ein Vertreter der Tsumcoritgruppe. Die generelle Formel für die Tsumcoritgruppe ist Me(1)Me(2)2(XO4)2O(1) mit Me(1) = Pb, Ca, Na, K und Bi; Me(2) = Fe, Mn, Cu, Zn, Co, Ni und Al; X = P, As, V und S sowie O(1) = H2O, OH und F. Mischkristallbildung findet hauptsächlich auf der Me(2)-Position, weniger häufig dagegen auf der X- und Me(1)-Position statt. Im Yancowinnait sind die höchsten Al-Gehalte mit größeren Cu- und geringeren Zn-Gehalten assoziiert, so dass eine gekoppelte Substitution nach dem Schema Cu2+ + Al ↔ Zn + Fe3+ vorgeschlagen wird.
Yancowinnait stellt das Al3+-dominante Analogon zum Fe3+-dominierten Gartrellit dar, mit dem er eine vollständige Mischkristallreihe bildet. Yancowinnait ist nach Cabalzarit erst der zweite Vertreter der Tsumcoritgruppe mit Al3+ auf der Me(2)-Position.

## Kristallstruktur
Yancowinnait kristallisiert im triklinen Kristallsystem in der Raumgruppe P1 (Raumgruppen-Nr. 2) mit den Gitterparametern a = 5,444 Å; b = 5,640 Å; c = 7,518 Å; α = 67,89°; β = 69,48° und γ = 70,18° sowie einer Formeleinheit pro Elementarzelle.

## Eigenschaften

### Morphologie
Yancowinnait entwickelt an seiner Typlokalität tafelige Kristallite von < 10 µm Größe, die rosettenförmige Aggregate bis zu 5 mm Größe auf Gartrellit bilden.

### Physikalische und chemische Eigenschaften
Yancowinnaitkristalle sind gelblichgrün bis grün, ihre Strichfarbe ist dagegen immer gelb. Sie ähneln stark den Kristallen des Gartrellits, die aber meist mehr gelblich gefärbt sind. Die Oberflächen der durchscheinenden Yancowinnaitkristalle weisen den Werten für die Lichtbrechung (nα = 1,963, nγ = 1,906) zufolge einen glas- bis diamantartigen Glanz auf. Yancowinnait von der Typlokalität wird allerdings, wohl aufgrund der Kristallgröße, als „nur“ glasglänzend beschrieben. Unter dem Mikroskop zeigt das Mineral im durchfallenden Licht einen schwachen Pleochroismus von X = blassgelb (nahezu farblos) über Y = gelb nach Z = blassorangefarben. Aufgrund der sehr geringen Kristallgröße und der tafeligen Form der Kristalle sind die vollständigen optischen Eigenschaften des Minerals bisher nicht bestimmbar. Der mittlere Brechungsindex beträgt 1,896.
Das Mineral besitzt eine sehr vollkommene Spaltbarkeit, die – in Analogie zu Gartrellit – parallel {111} angenommen wird. Mit einer Mohshärte von 3 gehört Gartrellit zu den mittelharten Mineralen und würde sich bei einer entsprechenden Kristallgröße wie das Referenzmineral Calcit mit einer Kupfermünze ritzen lassen. Da Yancowinnaitkörner in der Schwerflüssigkeit verdünnte Clerici-Lösung sinken, muss ihre Dichte größer als deren mit 3,3 g/cm³ angegebener Wert sein. Die berechnete Dichte für Yancowinnait beträgt 5,31 g/cm³ (aus der empirischen Formel) und 5,17 g/cm³ (aus der Idealformel). Yancowinnait zeigt weder im lang- noch im kurzwelligen UV-Licht eine Fluoreszenz.

## Bildung und Fundorte
Yancowinnait ist ein typisches Sekundärmineral, welches sich durch Verwitterung primärer Erzminerale in der Oxidationszone von Erzlagerstätten bildet. An der Typlokalität bildete es sich aus blei-, eisen-, kupfer-, zink- und arsenhaltigen Lösungen, die durch Verwitterung der primären Erzminerale Galenit, Sphalerit, Chalkopyrit und Arsenopyrit-Löllingit entstanden sind, wobei das Arsen aus der Zersetzung der Arsenminerale Arsenopyrit und Löllingit stammt. Die Einwirkung saurer Lösungen auf das Nebengestein setzte das zur Mineralbildung notwendige Aluminium frei. Parageneseminerale aus dem Originalfund im „Kintore Opencut“ sind weiße, prismatische Mimetesitkristalle, blassblaue nadelige Agardit-(Y)-Kristalle, winzige tafelige Karminitkristalle, gelb-orangefarbene Beudantit-Segnitit-Mischkristalle sowie gelblichbraune Chlorargyrit-Kriställchen in einer Matrix aus Goethit und Granat (Spessartin).
Als extrem seltene Mineralbildung konnte Yancowinnait bisher (Stand 2018) nur von seiner Typlokalität beschrieben werden. Als diese gilt die „Bleierzlinse No. 3“ im „Kintore Opencut“ der berühmten Lagerstätte „Broken Hill“ (Broken Hill South Mine) in der Nähe des gleichnamigen Ortes im Yancowinna Co., New South Wales, Australien.
Fundorte für Yancowinnait in Deutschland, Österreich und der Schweiz sind damit unbekannt.

## Verwendung
Aufgrund seiner Seltenheit ist Yancowinnait zwar ein bei Mineralsammlern begehrtes Mineral, hat darüber hinaus aber keine Bedeutung.